# 波基斯山脈

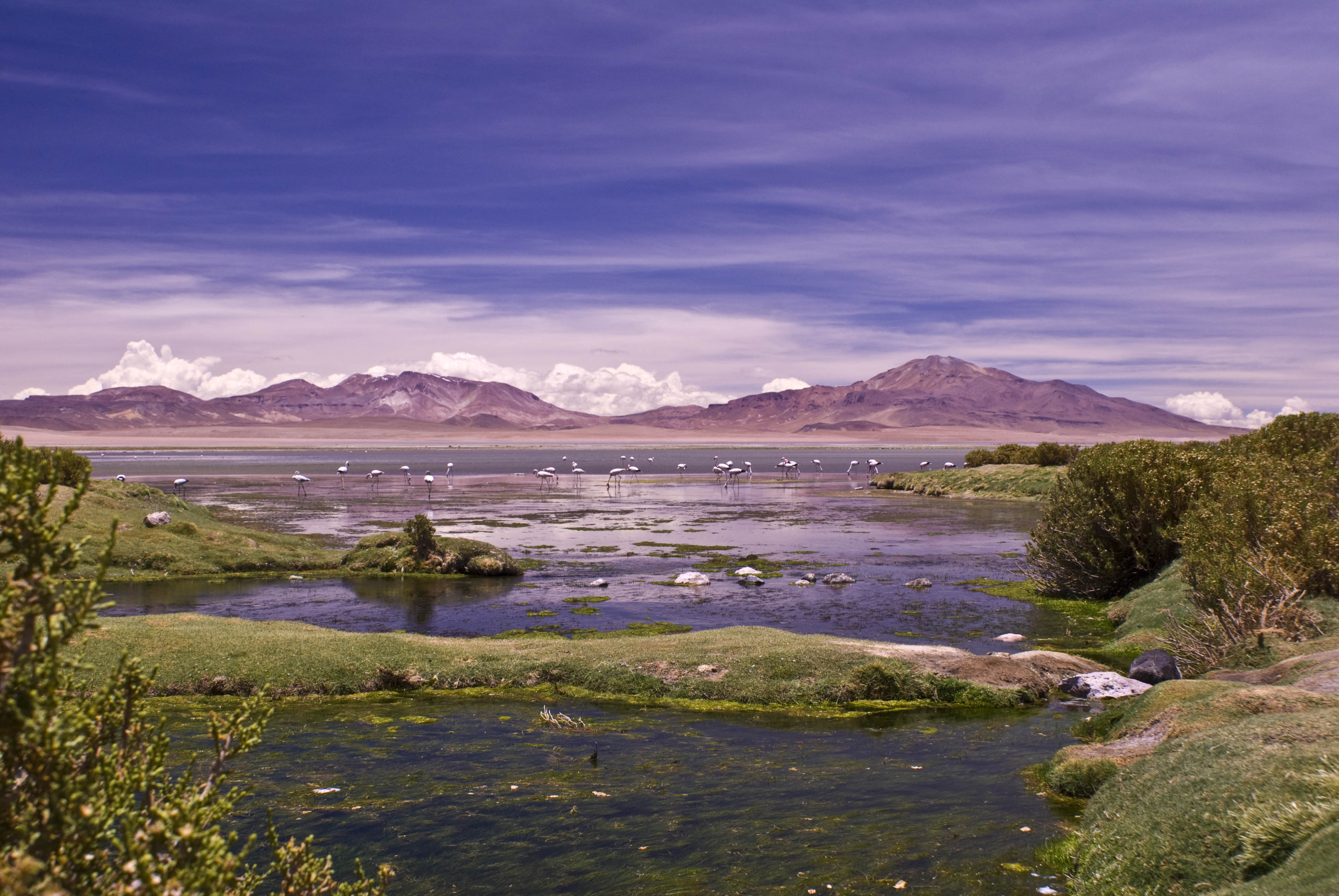

23°02′S 67°03′W / 23.033°S 67.050°W
波基斯山脈（西班牙語：Nevados de Poquis）是智利的火山，位於該國北部安托法加斯塔大區，鄰近與阿根廷接壤的邊境，處於薩帕萊里峰東南面，屬於安第斯山脈的一部分，海拔高度5,756米。

## 外部連結
- http://earth-info.nga.mil/gns/html/cntry_files.html （页面存档备份，存于）
- https://web.archive.org/web/20050812023000/